# Athlétisme aux Jeux panaméricains de 1963
Navigation
Les épreuves d'athlétisme des Jeux panaméricains de 1963 ont été disputés à São Paulo du 20 avril au 5 mai 1963.

## Résultats

### Hommes
| Épreuve           | Or                                                                             | Argent                                                                                     | Bronze                                                                                  |
| ----------------- | ------------------------------------------------------------------------------ | ------------------------------------------------------------------------------------------ | --------------------------------------------------------------------------------------- |
| 100 m             | Enrique Figuerola 10 s 46                                                      | Arquímedes Herrera 10 s 59                                                                 | Ira Murchison 10 s 62                                                                   |
| 200 m             | Rafael Romero 21 s 23                                                          | Ollan Cassell 21 s 23                                                                      | Arquímedes Herrera 21 s 23                                                              |
| 400 m             | James Johnson 46 s 80                                                          | Mel Spence 46 s 94                                                                         | Clifton Bertrand 47 s 43                                                                |
| 800 m             | Don Bertoia 1 min 48 s 46                                                      | Siegmar Ohlemann 1 min 48 s 63                                                             | Ernie Cunliffe 1 min 48 s 92                                                            |
| 1 500 m           | Jim Grelle 3 min 43 s 62                                                       | Jim Beatty 3 min 43 s 88                                                                   | Don Bertoia 3 min 55 s 19                                                               |
| 5 000 m           | Osvaldo Suárez 14 min 25 s 81                                                  | Charley Clark 14 min 27 s 16                                                               | Bob Schul 14 min 29 s 21                                                                |
| 10 000 m          | Pete McArdle 29 min 52 s 22                                                    | Osvaldo Suárez 30 min 26 s 56                                                              | Eligio Galicia 30 min 27 s 90                                                           |
| Marathon          | Fidel Negrete 2 h 27 min 56 s                                                  | Gordon McKenzie 2 h 31 min 18 s                                                            | Pete McArdle 2 h 34 min 14 s                                                            |
| 3 000 m steeple   | Jeff Fishback 9 min 07 s 9                                                     | Sebastião Mendes 9 min 12 s 8                                                              | Albertino Etchechury 9 min 17 s 3                                                       |
| 110 m haies       | Blaine Lindgren 13 s 8 w                                                       | Willie May 14 s 0 w                                                                        | Lázaro Betancourt 14 s 3 w                                                              |
| 400 m haies       | Juan Carlos Dyrzka 50 s 32                                                     | Willie Atterberry 50 s 49                                                                  | Russ Rogers 51 s 19                                                                     |
| 20 km marche      | Alex Oakley 1 h 42 min 44 s                                                    | Nicole Marrone 1 h 46 min 35 s                                                             | Ron Zinn 1 h 49 min 45 s                                                                |
| 4 × 100 m         | États-Unis Earl Young Ollan Cassell Brooks Johnson Ira Murchison 40 s 40       | Venezuela Héctor Thomas Horacio Esteves Arquímedes Herrera Rafael Romero 40 s 71           | Trinité-et-Tobago Clifton Bertrand Anthony Jones Irving Joseph Cipriani Phillip 40 s 87 |
| 4 × 400 m         | États-Unis Ollan Cassell James Johnson Richard Edmunds Earl Young 3 min 9 s 62 | Venezuela Aristedes Pinedo Leslie Mentor Victor Maldonaldo Hortensio Herrera 3 min 12 s 20 | Jamaïque Rupert Hoilette Malcolm Spence Anthony Carr Melville Spence 3 min 12 s 61      |
| Saut en hauteur   | Gene Johnson 2,11 m                                                            | Teodoro Palacios 2,04 m                                                                    | Anton Norris 2,04 m                                                                     |
| Saut à la perche  | Dave Tork 4,90 m                                                               | Henry Wadsworth 4,75 m                                                                     | Rubén Cruz 4,30 m                                                                       |
| Saut en longueur  | Ralph Boston 8,11 m                                                            | Darrell Horn 8,02 m                                                                        | Juan Muñoz 7,46 m                                                                       |
| Triple saut       | Bill Sharpe 15,15 m                                                            | Ramón López 15,08 m                                                                        | Mário Gomes 14,97 m                                                                     |
| Lancer du poids   | Dave Davis 18,52 m                                                             | Billy Joe 17,77 m                                                                          | Cosme Di Cursi 16,26 m                                                                  |
| Lancer du disque  | Bob Humphreys 57,82 m                                                          | Dave Davis 51,05 m                                                                         | Ben Rebel Bout 49,78 m                                                                  |
| Lancer du marteau | Al Hall 62,74 m                                                                | Jim Pryde 58,56 m                                                                          | Roberto Chapchap 57,92 m                                                                |
| Lancer du javelot | Dan Studney 75,60 m                                                            | Nick Kovalakides 73,71 m                                                                   | Walter de Almeida 64,61 m                                                               |
| Décathlon         | J. D. Martin 7 335 pts                                                         | Bill Gairdner 6 812 pts                                                                    | Héctor Thomas 6 751 pts                                                                 |

### Femmes
| Épreuve           | Or                                                                      | Argent                                                                      | Bronze                                                                               |
| ----------------- | ----------------------------------------------------------------------- | --------------------------------------------------------------------------- | ------------------------------------------------------------------------------------ |
| 100 m             | Edith McGuire 11 s 65                                                   | Miguelina Cobián 11 s 69                                                    | Marilyn White 11 s 85                                                                |
| 200 m             | Vivian Brown 23 s 9                                                     | Miguelina Cobián 24 s 0                                                     | Lorraine Dunn 24 s 7                                                                 |
| 800 m             | Abby Hoffman 2 min 10 s 27                                              | Leah Bennett Ferris 2 min 13 s 79                                           | Noreen Deuling 2 min 14 s 98                                                         |
| 80 mètres haies   | Jo Ann Terry 11 s 37                                                    | Jenny Wingerson 11 s 48                                                     | Wanda dos Santos 11 s 50                                                             |
| 4 × 100 m         | États-Unis Marilyn White Vivian Brown Willye White Norma Harris 45 s 72 | Cuba Fulgencia Romay Miguelina Cobián Irene Martínez Nereida Borges 46 s 44 | Brésil Leontina Santos Erica Lopes da Silva Edir Bragga Ribeiro Inés Pimenta 48 s 18 |
| Saut en hauteur   | Eleanor Montgomery 1,68 m                                               | Diane Gerace 1,65 m                                                         | Patsy Callender 1,62 m                                                               |
| Saut en longueur  | Willye White 6,15 m                                                     | Iris dos Santos 5,65 m                                                      | Edith McGuire 5,48 m                                                                 |
| Lancer du poids   | Nancy McCredie 15,32 m                                                  | Cynthia Watt 14,27 m                                                        | Sharon Sheppard 14,10 m                                                              |
| Lancer du disque  | Nancy McCredie 50,18 m                                                  | Ingeborg Pfüller 47,83 m                                                    | Sharon Sheppard 47,29 m                                                              |
| Lancer du javelot | Marlene Ahrens 49,93 m                                                  | Frances Davenport 47,22 m                                                   | Iris dos Santos 35,51 m                                                              |

## Tableau des médailles
| Rang | Nation                 | Or | Argent | Bronze | Total |
| ---- | ---------------------- | -- | ------ | ------ | ----- |
| 1    | États-Unis             | 22 | 15     | 10     | 47    |
| 2    | Canada                 | 5  | 5      | 2      | 12    |
| 3    | Argentine              | 2  | 2      | 1      | 5     |
| 4    | Venezuela              | 1  | 3      | 3      | 7     |
| 5    | Cuba                   | 1  | 3      | 1      | 5     |
| 6    | Mexique                | 1  | 1      | 1      | 3     |
| 7    | Chili                  | 1  | 0      | 0      | 1     |
| 8    | Brésil                 | 0  | 2      | 6      | 8     |
| 9    | Jamaïque               | 0  | 1      | 1      | 2     |
| 10   | Guatemala              | 0  | 1      | 0      | 1     |
| 11   | Trinité-et-Tobago      | 0  | 0      | 2      | 2     |
| 11   | Barbade                | 0  | 0      | 2      | 2     |
| 13   | Panama                 | 0  | 0      | 1      | 1     |
| 13   | Porto Rico             | 0  | 0      | 1      | 1     |
| 13   | Uruguay                | 0  | 0      | 1      | 1     |
| 13   | Antilles néerlandaises | 0  | 0      | 1      | 1     |